# Enrico Deaglio
Enrico Deaglio (Torino, 11 aprile 1947) è un giornalista e conduttore televisivo italiano.

## Biografia
Si è laureato all'Università degli Studi di Torino in medicina e chirurgia nel giugno 1971, e ha iniziato a lavorare come medico presso l'Ospedale Mauriziano Umberto I nella stessa città. A metà degli anni settanta ha iniziato l'attività giornalistica a Roma, presso il quotidiano Lotta Continua, di cui è stato direttore dal 1977 al 1982. Successivamente ha lavorato in numerose testate (tra cui La Stampa, Il manifesto, Epoca, Panorama, l'Unità) ed è stato direttore del quotidiano Reporter tra il 1985 e il 1986, ed in seguito collaboratore del quotidiano La Stampa di Torino.
Alla fine degli anni ottanta comincia a lavorare come giornalista televisivo per Mixer: segue in particolare le vicende della mafia in Sicilia e viene inviato per programmi di inchiesta in vari Paesi. Negli anni novanta conduce vari programmi d'inchiesta giornalistica di attualità su Rai 3, tra cui: Milano, Italia (gennaio-giugno 1994), Ragazzi del '99 (1999), Così va il mondo, Vento del Nord e L'Elmo di Scipio. Dal 1997 al 2008 ha diretto il settimanale Diario. Fratello di Mario Deaglio, ex direttore de Il Sole 24 Ore, dal 2012 vive a San Francisco.

## Documentari
Durante l'esperienza a Diario realizza quattro documentari in collaborazione con Beppe Cremagnani e Rubén Oliva: Quando c'era Silvio (2005), Uccidete la democrazia! (2006), Gli imbroglioni (2007) e L'ultima crociata (2008), sulla guerra civile spagnola e la riscoperta attuale delle atrocità del regime franchista.

### Conseguenze diUccidete la democrazia!
Particolare risonanza politica ha avuto Uccidete la democrazia! (2006), in cui, a pochi mesi dalle elezioni politiche del 2006, veniva ipotizzato che alcune schede bianche fossero state "trasformate" in voti per la Casa delle Libertà durante lo scrutinio elettronico. Ipotesi avvalorata dalla mancanza di dati ufficiali sul numero delle schede bianche, e dall'andamento sospetto dei dati ufficiosi ad esse relative.
A causa del contenuto del film, la procura di Roma, pochi giorni dopo, ha aperto un'indagine contro Deaglio e Cremagnani per "diffusione di notizie false, esagerate e tendenziose atte a turbare l'ordine pubblico", ai sensi dell'articolo 656 del codice penale.
Come conseguenza, la giunta per le elezioni del Senato, nel dicembre 2006, ha deciso il riconteggio totale delle schede nulle, bianche, e contenenti voti nulli o contestati, partendo dalle regioni di Calabria, Campania, Lazio, Lombardia, Puglia, Sicilia e Toscana, oltre che alla revisione a campione delle schede valide custodite nei tribunali. Il riconteggio si sarebbe poi esteso al resto d'Italia se i risultati avessero evidenziato scostamenti significativi rispetto ai dati proclamati ufficialmente. Nonostante le ipotesi di Deaglio fossero di brogli a favore di Forza Italia, anche Berlusconi appoggia la decisione del riconteggio, sostenendo l'esistenza di brogli, ma a favore del centrosinistra.
Il 12 giugno 2007 per la prima volta un organo istituzionale collegiale ha smentito la tesi di Deaglio: la Giunta delle elezioni del Senato, in sede di verifica dei poteri sulla Regione Siciliana, ha approvato all'unanimità la relazione della senatrice Anna Maria Carloni, secondo cui "le illazioni contenute nelle citate pubblicazioni si rivelano assolutamente infondate. Gli scostamenti riscontrati sono assolutamente fisiologici e non superano la normale percentuale di errore nel conteggio effettuato da organi provvisori, dotati di personale onorario che ha espletato mediamente con coscienziosità e scrupolo le funzioni attribuitigli dalla legge. Pertanto all'opinione pubblica, oltre che alla Giunta, va offerta - con piena sicurezza - la legittimità piena delle proclamazioni dei seggi del Senato effettuate in Sicilia all'esito delle elezioni del 9 e 10 aprile 2006".
Il 18 settembre 2007 la Giunta delle elezioni e delle immunità del Senato ha terminato la procedura di revisione schede messa in campo il 6 dicembre 2006, dopo la divulgazione delle tesi di Deaglio: "I Comitati di revisione schede costituiti per 7 regioni del territorio nazionale - ha affermato il Presidente della Giunta, Domenico Nania - hanno unanimemente riferito che, nel lavoro svolto, gli scostamenti riscontrati rispetto ai dati di proclamazione sono assolutamente fisiologici. Pertanto all'opinione pubblica va offerta con piena sicurezza la legittimità delle operazioni di voto del 9 e 10 aprile 2006 per il Senato".
"A tali conclusioni, unanimemente condivise dalla Giunta - ha aggiunto il Presidente Nania -, si è addivenuti dopo aver esaminato un'ingente campionatura di schede non valide (che erano quelle sulle quali si soffermava la denuncia del giornalista Deaglio) (...) Nel ringraziare tutti i senatori della Giunta per essersi prestati ad un'attività così onerosa - in termini di disponibilità di tempo e di attenzione minuziosa al materiale elettorale pervenuto - si sottolinea l'esigenza che l'elettorato sia pienamente rassicurato sul fatto che ogni singolo voto espresso è andato ad alimentare quel grande istituto di democrazia rappresentativa che è il Senato".

## Opere
- La FIAT com'è. La ristrutturazione davanti all'autonomia operaia, Milano, Feltrinelli, 1975.
- Cinque storie quasi vere, Collana La memoria, Palermo, Sellerio, 1989, ISBN 978-88-389-0536-0.
- La banalità del bene. Storia di Giorgio Perlasca, Milano, Feltrinelli, 1991, ISBN 88-07-07024-3.
- Il figlio della professoressa Colomba, collana Collana La memoria, Palermo, Sellerio, 1992, ISBN 88-389-0825-7.
- Raccolto rosso. La mafia, l'Italia e poi venne giù tutto, Milano, Feltrinelli, 1993, ISBN 88-07-12010-0.
- Besame mucho. Diario di un anno abbastanza crudele, Milano, Feltrinelli, 1995, ISBN 88-07-12020-8.
- Bella ciao. Diario di un anno che poteva anche andare peggio, Milano, Feltrinelli, 1996, ISBN 88-07-17012-4.
- Lontano e a zonzo, Milano, Il Saggiatore, 1998, ISBN 88-428-0631-5.
- con Guido Pasi, Dal '68. Immagini dall'immaginazione al potere, Ravenna, Danilo Montanari, 1998.
- AA.VV., Caccia al negro, in Nera, maledetta nera, Milano, RCS Periodici, 2004, SBN RAV2162112.
- Patria 1978-2008, collana Collana La cultura, Milano, Il Saggiatore, 2009, ISBN 978-88-428-1568-6.
- con Beppe Cremagnani e Mario Portanova, Governare con la paura. Il G8 del 2001, i giorni nostri. Con DVD, Torino, Melampo, 2009, ISBN 978-88-895-3337-6.
- Il raccolto rosso 1982-2010. Cronaca di una guerra di mafia e delle sue tristissime conseguenze, Milano, Il Saggiatore, 2010, ISBN 978-88-428-1620-1.
- Patria 1978-2010, Milano, Il Saggiatore, 2010, ISBN 978-88-565-0213-8.
- Zita, Collana Narrativa, Milano, Il Saggiatore, 2011, ISBN 978-88-428-1660-7.
- con Andrea Jacchia, 2012. Il primo anno senza di loro. Ritratti di illustri e non illustri che se ne sono andati, Collana La Cultura, Milano, Il Saggiatore, 2012, ISBN 978-88-428-1783-3.
- Il vile agguato. Chi ha ucciso Paolo Borsellino. Una storia di orrore e menzogna, collana Collana Serie Bianca, Milano, Feltrinelli, 2012, ISBN 978-88-071-7237-3.
- La felicità in America. Storie, ballate, leggende degli Stati Uniti a uso di giovani, vecchi, ostili ed entusiasti, collana Collana Serie Bianca, Milano, Feltrinelli, 2013, ISBN 978-88-071-7265-6.
- Indagine sul ventennio, Collana Serie Bianca, Milano, Feltrinelli, 2014, ISBN 978-88-071-7276-2.
- Storia vera e terribile tra Sicilia a America, collana Collana La memoria, Palermo, Sellerio, 2015, ISBN 978-88-389-3320-2.
- Patria 1967-1977, Collana Serie bianca, Milano, Feltrinelli, 2017, ISBN 978-88-071-7327-1.
- La zia Irene e l'anarchico Tresca, Collana La memoria, Palermo, Sellerio, 2018, ISBN 978-88-389-3832-0.
- La bomba. Cinquant'anni di Piazza Fontana, Collana Fuochi, Milano, Feltrinelli, 2019, ISBN 978-88-070-7049-5.(Premio Bagutta 2020[7])
- L'ultima moglie di J. D. Salinger, Collana Passaparola, Venezia, Marsilio, 2020, ISBN 978-88-297-0358-6.
- Patria 2010-2020, a cura di Azzurra Giorgi, Collana Serie bianca, Milano, Feltrinelli, 2020, ISBN 978-88-071-7387-5.
- Qualcuno visse più a lungo. La favolosa protezione dell'ultimo padrino, collana Collana Fuochi, Milano, Feltrinelli, 2022, ISBN 978-88-07-07054-9.
- Il depistaggio perfetto, Novara, UTET, 2023, ISBN 979-12-21205-92-3.
- C'era una volta in Italia. Gli anni sessanta, Milano, Feltrinelli, 2023, ISBN 978-88-07-49377-5.
- C'era una volta in Italia. Gli anni settanta, Milano, Feltrinelli, 2024, ISBN 978-88-07-17464-3